# Приеденс, Кристапс
Кри́стапс Приеде́нс (латыш. Kristaps Priedēns; 12 января 1990, Кулдига) — латвийский футболист, полузащитник клуба «МЕТТА/Латвийский университет».

## Биография
Воспитанник рижской «Даугава 90», летом 2006 года Кристапс Приеденс стажировался в бременском «Вердере», а чуть позднее клуб «Сконто» предлагал ему заключить контракт сроком на полгода, но он отказался.
В 2008 году Кристапс Приеденс дебютировал в рядах рижского клуба «Даугава», и вместе с ним пробился в Высшую лигу Латвии. В сезоне 2009 года он провёл 25 матча в Высшей лиге и отличился 4 голами, но по результатам переходных матчей «Даугава» всё-таки выбыла в Первую лигу.
26 марта 2011 года Кристапс Приеденс провёл свой последний официальный матч в составе уже «Даугавы/РФШ», в четвертьфинале Кубка Латвии его команда проиграла «Вентспилсу» со счётом 1:2. В этом матче на 39-й минуту Кристапс Приеденс забил гол с пенальти, сравняв счёт. А через несколько дней, он перешёл в ряды клуба «Гулбене», в котором и отыграл весь сезон 2011 года.
В январе 2012 года Кристапс Приеденс начал тренироваться вместе с клубом «МЕТТА/Латвийский университет», где впоследствии и решил остаться.